# Veerdienst Kruiningen-Perkpolder

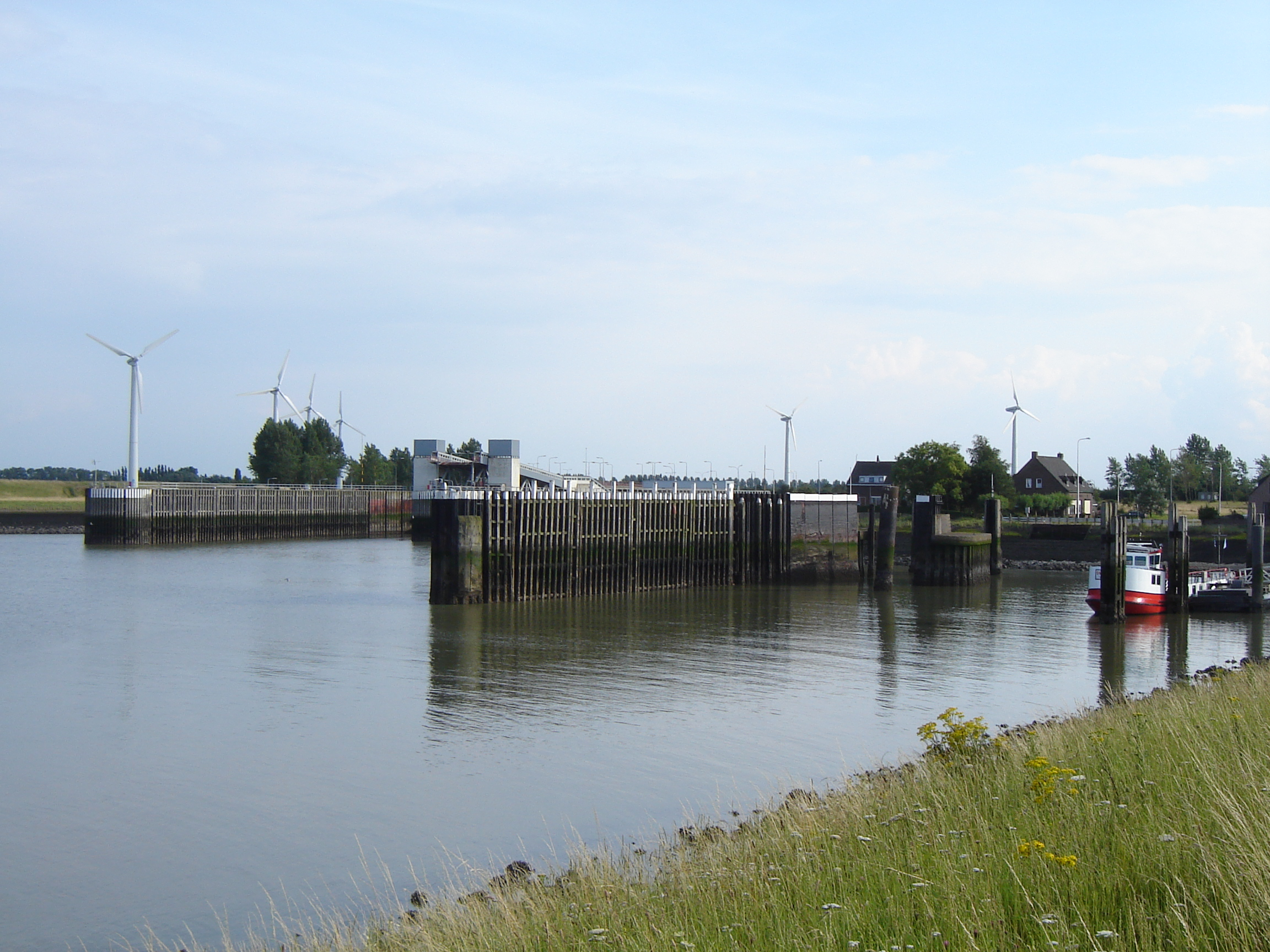
Veerhaven Perkpolder, 2007. Het rode vaartuig is van de voetveerdienst Hansweert-Perkpolder.

De Veerdienst Kruiningen-Perkpolder was een veerdienst tussen Kruiningen en Perkpolder, ofwel tussen Zuid-Beveland en Oost-Zeeuws-Vlaanderen. Deze autoveerdienst is opgeheven toen in maart 2003 de Westerscheldetunnel geopend werd. In de zomer is er sinds 2014 wel een beperkte voetveerdienst van Perkpolder naar Hansweert, dat dicht bij Kruiningen ligt. In maart 2025 is het voetveer gestopt.

## Geschiedenis
Aanvankelijk was in het oostelijk deel van de Westerschelde de veerdienst Hansweert-Walsoorden in de vaart. Doordat het verkeersaanbod voortdurend toenam zocht men de oplossing in veerboten met koplading, waartoe nieuwe veerhavens werden gebouwd. Die van Perkpolder kwam in 1940 in gebruik, waarop men van Hansweert naar Perkpolder ging varen. In 1943 kwam ook de veerhaven in Kruiningen gereed en was de veerdienst Kruiningen-Perkpolder een feit. De veerdienst werd onderhouden door de Provinciale Stoombootdiensten in Zeeland.
Aan de Zeeuws-Vlaamse kant werd daartoe een tramlijn van Perkpolder naar Kloosterzande aangelegd, welke aansluiting had op het daar aanwezige net van de Zeeuwsch-Vlaamsche Tramweg-Maatschappij.
De oorlogsomstandigheden maakten dat de veerboten herhaaldelijk onder (geallieerd) vuur werden genomen, waarbij ook doden en gewonden vielen. Ook ná de bevrijding was er nog een moeilijke tijd, en wel de Watersnood van 1953. Hierbij werd de veerhaven van Kruiningen verwoest en de veerboot "Willemsdorp" spoelde zelfs door het dijkgat de polder in. De "Prins Hendrik" kon met moeite worden behouden. Pas op 1 mei 1954 kon de dienst worden heropend. De trams waren ondertussen door bussen vervangen. Vanuit Kruiningen was er een verbinding met het Station Kruiningen-Yerseke, van waar men de trein kon nemen naar Bergen op Zoom en verder.
Omstreeks 1955 werd de "Prinses Beatrix" gebouwd voor de veerdienst Vlissingen-Breskens. De "Prins Bernhard" en "Koningin Juliana" kwamen daartoe voor het veer Kruiningen-Perkpolder ter beschikking. Het aantal auto's bleef echter toenemen en in 1965 besloot men over te gaan op dubbeldeksboten, waartoe de veerhavens sterk moesten worden uitgebreid.
De nieuwe havens kwamen gereed op 4 juni 1968. De "Prinses Christina" verzorgde de dienst en in 1970 kwam daar de "Prins Willem-Alexander" bij. De "Prins Hendrik" en de "Dordrecht" werden buiten dienst gesteld, de "Prins Bernhard" en de "Koningin Juliana" werden reserveboten voor de piekdrukte. Deze konden de kleinere enkeldeksfuiken nog gebruiken.

## Einde autoveer
Uiteindelijk werd in 1997 de "Prins Johan Friso" nog bijgebouwd voor de dienst Vlissingen-Breskens. Hierdoor kon de daar overbodig geraakte "Prinses Juliana" uit 1986 nog een aantal jaren worden ingezet op Kruiningen-Perkpolder. Doch weldra zou het doek vallen door de opening van de Westerscheldetunnel. Op 15 maart 2003 voer de boot voor het laatst. Daarna was er voor de bewoners van de streek geen mogelijkheid meer om zonder grote kosten of tijdrovende omwegen over de Westerschelde te komen.

## Voetveer
Voor voetgangers en fietsers was het na het staken van de veerdienst onhaalbaar de Westerschelde over te steken, afgezien van een particuliere dienst die van 2005 tot 2011 enkele malen per week van Perkpolder naar Hansweert voer. Hansweert ligt op enkele honderden meters van Kruiningen, aan de andere kant van het Kanaal door Zuid-Beveland.
Het voetveer werd geëxploiteerd door de firma De Atol uitgevoerd met het schip de "Onderneming" Deze dienst werd eind 2011 gestaakt, mede omdat Rijkswaterstaat de veerhaven van Perkpolder niet meer als vaarwater beschouwde en er niet meer baggerde. Vanaf 2014 was het voetveer echter weer in de vaart als zomerveer: enkele dagen per week in juli en augustus en verder met Pinksteren en met een beperkte dienstregeling in juni en september. Dit veer voer niet bij mist of harde wind. De Atol gebruikte het veerschip ook als partyboot en voor rondvaarten. Soms werden veerdienst en rondvaart gecombineerd. In maart 2025 is het voetveer en rond- en visvaarten gestopt.

## Externe bronnen
- Geschiedenis Kruiningen-Perkpolder
- Het veer Hansweert-Walsoorden; de latere provinciale stoombootdienst Kruiningen-Perkpolder
- Rondvaartbedrijf en Veerdienst De Atol